# Henrique Augusto de Oliveira Diniz
Henrique Augusto de Oliveira Diniz (Barbacena, 18 de janeiro de 1865 — 23 de janeiro de 1930) foi um político e médico brasileiro.
Era filho de Francisco José Diniz e de Guilhermina de Oliveira Pena Diniz. Foi um republicano histórico.
Foi vereador em 1890 e presidente da Câmara e agente executivo municipal. Lecionou História Universal no Ginásio Mineiro de Barbacena. Foi deputado constituinte estadual e deputado estadual (1891-95) por Minas Gerais, secretário de estado do Interior e Justiça (1894-98), senador estadual (1905-1906 e 1915-1918) e senador federal por Minas Gerais (1929-1930). Pertenceu ao Partido Republicano Mineiro (PRM).
Durante o seu período na Secretaria do Interior e Justiça foi criado o Arquivo Público Mineiro, a cuja pasta ficou vinculado o órgão.